# Сражение в Мутенской долине
Сражение в Мутенской долине (19 [30] сентября — 20 сентября [1 октября] 1799 года, Мутенская долина, кантон Вальдштеттен, Гельветическая республика) — одно из крупнейших сражений между русско-австрийской и французской армиями в ходе Швейцарского похода Суворова во время Войны второй коалиции. Сражение завершилось разгромом французских войск Массены и выходом армии Суворова из окружения.

## Историко-географическая справка
Следует иметь в виду, что в исторической литературе, посвящённой Швейцарскому походу Суворова, многие топонимы употребляются в архаичной или искажённой (из-за неточной транскрипции при переводе на русский язык) форме, значительно отличной от современных географических названий:
- Мутенская долина (нем. Muttenthal) — устаревшее название местности, ныне именуемой Muotatal с нем. — «Долина реки Муота[нем.]»[2];
- Деревня Мутен (нем. Mutten) — ныне известна, как коммуна Муотаталь (нем. Muotathal)[2];
- Перевал Руоз-Альп-Кульм — ныне известен, как перевал Руозальпер Хулем (2178 м; шв. диал. Ruosalper Chulm)[3];
- Перевал Кинциг-Кульм (нем. Kinzig Kulm) — ныне известен, как Kinzigpass с нем. — «перевал Кинциг[нем.]», или Хинциг Хулем (2073 м; шв. диал. Chinzig Chulm)[4];
- Хребет Рошток — искажённое название вершины Росшток[нем.] (2461 м; нем. Rossstock)[5]. Суворов же воспользовался перевалом на её склоне, ныне известным, как Росштоклюке (2193 м; нем. Rossstocklücke)[6];
- Гора Брагельберг (нем. Bragelberg) — германизированная форма устаревшего романшского топонима Брагель (романш. Bragell). Ныне — Pragelpass с нем. — «перевал Прагель» (1548 м)[7].

## События перед сражением
Стремясь к главной цели своего похода через Швейцарские Альпы — соединению с войсками Римского-Корсакова и Готце, Суворов решился на рискованный переход от Альтдорфа кратчайшей (протяженностью 18 километров) дорогой на Швиц через заснеженный перевал Кинциг-Кульм к деревне Муотаталь.
С рассветом 16 сентября армия выступила. Авангард вёл Багратион, за ним следовали войска генералов Дерфельдена и Ауфенберга, а за ними — вьюки. Розенбергу было приказано прикрывать тыл от нападений преследовавших их французов под командой генерала Лекурба и следовать за вьюками. Переход армии представлял огромные трудности. Множество людей, лошадей и вьюков погибло, сорвавшись в пропасти. Через 12 часов пути авангард достиг Муотаталя и захватил стоявший там французский пост (150 чел), не успевший сделать ни единого выстрела. Остальные войска растянулись по всему пути и провели ночь на снежном перевале. Лишь вечером 17 сентября хвост колонны добрался до Муотаталя. Затем ещё в течение двух дней той же дорогой тянулись вьюки. Отразив тем временем два нападения Лекурба, арьергард Розенберга двинулся двумя колоннами с интервалом в несколько часов вслед за главными силами и прибыл в Мутенскую долину 18 сентября. Утром того же дня Лекурб, поняв, по какому пути ушла русская армия, послал сообщение Массене о том, что Суворов во главе 20—25-тысячной армии вторгся в Мутенскую долину через перевал Кинциг.
18 сентября в Муотатале Суворов получил донесение о поражении Римского-Корсакова и Готце и отступлении их от Цюриха. Продолжать движение к Швицу, занятому главными силами противника, стало бессмысленно. Казачьи разъезды обнаружили, что восточный выход из долины заперт французами. Союзная армия оказалась в каменном мешке, в окружении превосходящих сил противника, без продовольствия, с ограниченным количеством боеприпасов. В тот же день в трапезной женского францисканского монастыря Св. Иосифа собрался военный совет, на котором было принято решение пробиваться на Восток, через Клёнтальскую долину, отделённую от Мутенской перевалом Прагель, к Гларусу. Сразу же после совета австрийская бригада Ауфенберга взошла на Прагель, сбила французские посты и спустилась в Клентальскую долину. За ней последовал авангард Багратиона и дивизия Швейковского (6 тысяч), а следом двинулись войска во главе с Суворовым. Отступление совершалось под прикрытием арьергарда Розенберга (первоначальная численность около 4 тысяч), который стоял у Муотаталя, охраняя тыл Суворова и дожидаясь окончания спуска в долину вьюков. Стремясь прочнее запереть русскую армию, Массена направил часть своих войск к выходу из Клёнтальской долины, а сам, возглавив 18-тысячную группировку, двинулся на Швиц с целью нанести удар на Муотаталь, в тыл русской армии.

## Ход сражения
19 сентября 10-тысячные французские войска атаковали авангард союзников — три австрийских батальона Ауфенберга, и, заметив его слабость, предложили сдаться на капитуляцию. Во время переговоров подошёл русский авангард Багратиона (8 батальонов, 1 казачий полк), отбросивший французов и 20 сентября занявший Гларус.
В вошедших 18 сентября в Муттенскую долину французских войсках вспыхнул мятеж, вызванный неуплатой жалованья. Их генералам потребовались усилия, чтобы уговорить солдат двинуться вперёд. Поэтому только во второй половине дня 19 сентября Массена во главе дивизии Мортье потеснил возглавляемый Сабанеевым передовой батальон егерского полка Кашкина. Затем войсками первой линии под командованием Максима Ребиндера французы были остановлены. С прибытием трёх полков второй линии под командованием Михаила Милорадовича русские войска перешли в контратаку, опрокинули французов и преследовали их на протяжении более 5 км до Швица, где преследование было остановлено по приказу Милорадовича.
Ночью в долину спустились последние вьюки и шедшие за ними три полка пехоты. Силы Розенберга возросли до 7 тысяч человек. С этими силами Розенберг отступил в восточную часть долины на 3 километра, готовясь дать противнику решающее сражение.
На следующий день Массена, в свою очередь, решил нанести решающий удар, в котором предполагал задействовать все имевшиеся у него силы — около 15 тысяч человек. 20 сентября французы, выставив впереди густую стрелковую цепь, повели наступление тремя колоннами по обоим берегам реки Муота. Между передовыми частями русских и французских войск началась перестрелка. Русские части стали отступать. За ними двинулась главная масса французских войск. Неожиданно для французов Милорадович развел передовой отряд в обе стороны по склонам и французские колонны очутились перед главными силами Розенберга, укрытыми в виноградниках по всей ширине долины. Русские войска были построены в две трёхшереножные линии, на расстоянии около 300 метров друг от друга, с кавалерией на флангах. В резерве стояли полки Ферстера и Велицкого.
Последовала атака русских войск. По свидетельству Якова Старкова, бывшего очевидцем произошедшего, ошеломлённые французы с минуту не предпринимали ничего, потом открыли ружейный огонь. Однако русские войска стремительно приближались к противнику. В Мутенской долине начался всеобщий рукопашный бой. Русские войска наступали настолько яростно, что некоторые батальоны второй линии опередили первую, чтобы добраться до врага.
Существует легенда, что унтер-офицер Иван Махотин добрался до Андрэ Массены, схватил его за воротник и сдёрнул с лошади. На помощь командующему бросился французский офицер. В то время, как Махотин, повернувшись к нападающему, ударил его штыком, Массена успел бежать, оставив в руках суворовского воина золотой эполет, опознанный попавшим в плен генералом Ла Курком и предъявленный Суворову. Вместе с тем следует отметить, что эполеты у французских генералов, а затем и у маршалов, появляются только после постановления 1 вандемьера 12-го года (AN XII) Республики (1803-1804 гг.).

## Итоги и последствия
Французы потерпели сокрушительное поражение. Погибло от трёх до шести тысяч, в плен попало 1200 человек, в том числе генерал Ла Курк, захвачено знамя и семь орудий. Русские войска потеряли около 700 человек убитыми и ранеными[страница не указана 557 дней], или же вовсе понесли приблизительно 500 потерь; по оценке Мортье, 500 убитыми; от 500 до 600 раненых по оценкам самих русских, и около 600 раненых по Милютину. Победа Розенберга имела решающее значение для успешного завершения похода. Потрясенный поражением и едва спасшийся сам, Массена не решился на новое наступление со стороны Швица.
Из «Истории Русской армии»:

69-й пехотный Рязанский полк, взявший знамя в Мутенской долине, почему-то надписи на свои знамёна не получил. Полк этот вёл блестящий 23-летний командир генерал-майор граф Каменский 2-й, бывший в то же время шефом (инспектором) Архангелогородского мушкетёрского полка. Поход этот явился великолепной боевой школой для молодого Каменского. Суворов писал его отцу-фельдмаршалу (своему соратнику по Козлудже): «Ваш юный сын — старый генерал».— Керсновский А. А. История русской армии. — М.: Эксмо, 2006. — ISBN 5-699-18397-3., том I, глава V.
Для того, чтобы ввести Массену в заблуждение относительно дальнейших планов Суворова, Розенберг применил военную хитрость. Он отдал приказ населению Швица о заготовке продовольствия на двое суток ко вступлению 12-тысячных русских войск. В ночь с 20 на 21 сентября Массена получил известие, что русские овладели Гларусом, однако решил, что наступление на Гларус является вспомогательным. Потерпев полное поражение в Мутенской долине и узнав об указании Розенберга, Массена считал, что Суворов, развивая успех, нанесёт главный удар через Швиц на Цюрих. В данной ситуации возникла угроза перехода в наступление на Цюрих навстречу Суворову корпуса Римского—Корсакова. Передав Н. Сульту командование над войсками в районе Швица (где были сосредоточены дивизии Луазона (заменившего Лекурба), самого Сульта и Мортье, всего до 40 батальонов), Массена направился в Цюрих, чтобы принять меры к отражению атак Римского-Корсакова. Таким образом, Массена, обладавший подавляющим численным превосходством на театре военных действий, был вынужден отказаться от решительного наступления. Розенберг в течение трёх суток двигался на соединение с Суворовым безо всяких препятствий со стороны противника.

## Память
Пребывание союзной армии по командованием Суворова и сражение с французами по сей день является одним из наиболее значимых событий в истории Муотаталя. В память о нём организуются различные мероприятия для туристов (походы, лекции и тому подобное). Имя Суворова носит один из залов ресторана «Poststübli» при местной гостинице «Gasthaus Post» — Suworowsaal с нем. — «Зал Суворов», где гостям предлагают так называемые «русские обеды» из трёх блюд.

## Комментарии
1. ↑  Суворов был ответственен за стратегию, а Розенберг — за тактику[1].
2. ↑  Ныне — швейцарский кантон Швиц.
3. ↑  Лекурб знал, что перевалами Роуз-Альп-Кульм (2172 метра) и Кинциг-Кульм с давних времен пользовались местные крестьяне для перегона скота и лошадей. Однако предполагал, что Суворов двинется через Роуз-Альп-Кульм, поскольку переход через Кинциг-Кульм считал в данное время года невозможным[9].
4. ↑  Начальная численность французских войск 1 октября составляла 10—11 тыс. человек. На протяжении дня к ним прибывали другие подразделения, безуспешно пытавшиеся задержать преследование. Около 6 часов вечера к отступающим французским войскам прибыли на помощь ещё 3 батальона 67 полубригады.
5. ↑  Пересказывается во многих источниках[14].
6. ↑  Розенберг в донесении Суворову сообщил о 6000 убитых и 1000 пленных. Число пленных им было занижено, а число убитых, судя по всему, преувеличено. Суворов в реляции Павлу I сообщил о 6500 погибших, раненых и пленных французах за два дня боев (1600 — 19 сентября и 4500 — 20 сентября).
7. ↑  В донесении Розенберга Суворову о сражении в Мутенской долине Розенберг назвал взятого в плен генерала Лакурбом, а сам Суворов в реляции Павлу I написал фамилию «Лекурб». Это послужило причиной путаницы о взятии в плен генерала Лекурба, противостоявшего Суворову на Сен-Готарде.